# Хумалаг
Хумала́г (осет. Хуымæллæг) — село в Правобережном районе Республики Северная Осетия — Алания. 
Административный центр муниципального образования «Хумалагское сельское поселение».

## География
Село расположено в центральной части Правобережного района, на левом берегу реки Камбилеевка и частично на её правом берегу. Находится в 8 км к северу от районного центра Беслан и в 27 км к северо-западу от города Владикавказ.

## Этимология
Название селения происходит от осетинского «хуымæллæг» — «хмель». Местность вокруг села ранее была покрыта зарослями дикорастущего хмеля.

## История
Селение Хумалаг было основано в 1810 году. Основоположником села был переселенец Инал Дударов, в честь которого село первоначально называлось — Иналово.
Если в 1810 г. количество семей первых основателей было 26, то в 1850 г. в ауле уже проживало 77 дворов. В 50-е гг. сюда начали выселяться осетины из всех ущелий. Именно к этому времени относится переезд сюда Кокаевых, Зангиевых, Битаровых, Черджиевых, Бугуловых, Галазовых, Козыревых и др. В 1853 г. из селения Беслан в Иналово переселились 11 дворов христиан (Тати Дамзов, Кудайнат Камбегов, Гадо Амбалов, Чермен Чебоев, Габис Габоев, Савкус Циноев, Кавдын Циноев, Хици Гутиев, Савкус Ходов, Быз Ходов).
В советские годы село входило в состав Кировского района. Затем передано в состав Правобережного района республики.

## Население
| 1970  | 2002  | 2010  | 2011  | 2012  | 2013  | 2014  |
| ----- | ----- | ----- | ----- | ----- | ----- | ----- |
| 3360  | ↗3838 | ↘3728 | ↘3721 | ↘3702 | ↘3684 | ↗3686 |
| 2015  | 2016  | 2017  | 2018  | 2019  | 2020  | 2021  |
| ↘3663 | ↗3684 | ↘3654 | ↘3624 | ↘3594 | ↗3606 | ↗3807 |
| 2023  | 2024  | 2025  |       |       |       |       |
| ↘3806 | ↗3816 | ↗3825 |       |       |       |       |

## Выдающиеся уроженцы
- Светлана Адырхаева — советская артистка балета, хореограф, балетмейстер, педагог, народная артистка СССР

## Инфраструктура
- администрация
- дом культуры
- средняя школа имени Саламгери Кокаева
- сельская амбулатория
- детский сад

## Достопримечательности
- монументальная фигура «Скорбящая мать», посвященная односельчанам — участникам Великой Отечественной войны.
- бюст Героя Социалистического Труда Саламгери Кокаева.

## Топографические карты
- Лист карты K-38-29 Алагир. Масштаб: 1 : 100 000. Состояние местности на 1984 год. Издание 1988 г.